# Carlos Paratore
Carlos Alejandro Paratore (Godoy Cruz, Mendoza, 19 de marzo de 1974) es un exfutbolista argentino que jugaba como delantero.

## Trayectoria

### San Martín de San Juan
Paratore debutó con la camiseta de San Martín de San Juan en 1995. En el 2002 tuvo un segundo paso por el club.

### Juventud Alianza
En 1996 pasó a Juventud Alianza. En el equipo sanjuanino jugó hasta 1999.

### Independiente Rivadavia
En 1999 volvió a Mendoza y se sumó a Independiente Rivadavia. En la lepra mendocina tuvo una de sus mejores actuaciones goleadoras. Jugó en el club hasta el 2003.

### Aldosivi
En el año 2003 pasó a Aldosivi. En 2005 fue subcampeón del Argentino A y obtuvo el ascenso a la B Nacional.

### Luján de Cuyo
En 2006 pasó a Luján de Cuyo. En el equipo lujanino tuvo un breve paso.

### Atlético Tucumán
Para la temporada 2006/07 se sumó a Atlético Tucumán. Paratore jugó en el decano hasta el año 2008.

### Huracán de Tres Arroyos
En 2008 tuvo un corto paso por Huracán de Tres Arroyos.

### San Martín de Mendoza
En 2009 regresó a su provincia natal, para jugar en San Martín de Mendoza.

### Atlético Trinidad
En 2010 se sumó a Atlético Trinidad. En el equipo de San Juan jugó hasta 2012.

### Independiente Villa Obrera
En 2016 jugó para Independiente Villa Obrera.

## Clubes
| Club                       | País      |
| -------------------------- | --------- |
| San Martín de San Juan     | Argentina |
| Juventud Alianza           | Argentina |
| Independiente Rivadavia    | Argentina |
| Aldosivi                   | Argentina |
| Luján de Cuyo              | Argentina |
| Atlético Tucumán           | Argentina |
| Huracán de Tres Arroyos    | Argentina |
| San Martín de Mendoza      | Argentina |
| Atlético Trinidad          | Argentina |
| Independiente Villa Obrera | Argentina |